# Cryptanthus lavrasensis
Cryptanthus lavrasensis är en gräsväxtart som beskrevs av Elton Martinez Carvalho Leme. Cryptanthus lavrasensis ingår i släktet Cryptanthus, och familjen Bromeliaceae. Inga underarter finns listade i Catalogue of Life.